# Władysław Żmuda
Władysław Antoni Żmuda (* 6. června 1954, Lublin) je bývalý polský fotbalista.
Nejdéle hrál na postu obránce za Śląsk Wrocław.
Hrál 21 zápasů na 4 mistrovstvích světa (1974, 1978, 1982 a 1986), kde získal bronz v letech 1974 a 1982. Získal též stříbro na OH 1976.

## Hráčská kariéra
Władysław Żmuda hrál obránce v Polsku za Motor Lublin, Gwardii Varšava, Śląsk Wrocław a Widzew Łódź a v zahraničí za Hellas Verona FC, New York Cosmos a US Cremonese.
V reprezentaci hrál 91 zápasů a dal 2 góly. Hrál na 4 mistrovstvích světa (1974, 1978, 1982 a 1986), kde získal bronz v letech 1974 a 1982. Celkem hrál na MS 21 zápasů, čímž se řadí mezi hráče s největším počtem zápasů na MS v historii. Na MS 1974 byl vyhlášen nejlepším mladým hráčem. Získal též stříbro na OH 1976.

## Úspěchy

### Klub
Śląsk Wrocław
- Polská liga: 1976/77
- Polský pohár: 1975/76

Widzew Łódź
- Polská liga: 1980/81, 1981/82

### Reprezentace
Polsko
- Mistrovství světa – 3. místo: 1974, 1982
- Olympijské hry – 2. místo: 1976

### Individuální
- Nejlepší mladý hráč MS: 1974